# 33e escadre de surveillance, de reconnaissance et d'attaque
La 33e escadre de surveillance, de reconnaissance et d'attaque (33e ESRA) est une unité navigante de l'armée de l'air française, créée le 7 juin 2019 et officiellement réactivée le 5 septembre 2019 sur la base aérienne 709 Cognac (Charente). Elle reprend les traditions et, partiellement, l'appellation de la 33e escadre de reconnaissance,, dissoute en 1993.

## Escadrons
- Escadron de drones 1/33 Belfort
- Escadron de drones 2/33 Savoie
- Escadron de Transformation Opérationnelle Drones 3/33 Moselle
- Escadron de reconnaissance 4/33 Périgord
- Escadron de Soutien Technique et Aéronautique 15.33 Cognac

## Bases
- BA 709 Cognac

## Appareils
- General Atomics MQ-9 Reaper
- Avions Légers de Surveillance et de Reconnaissance (ALSR)